# Butō

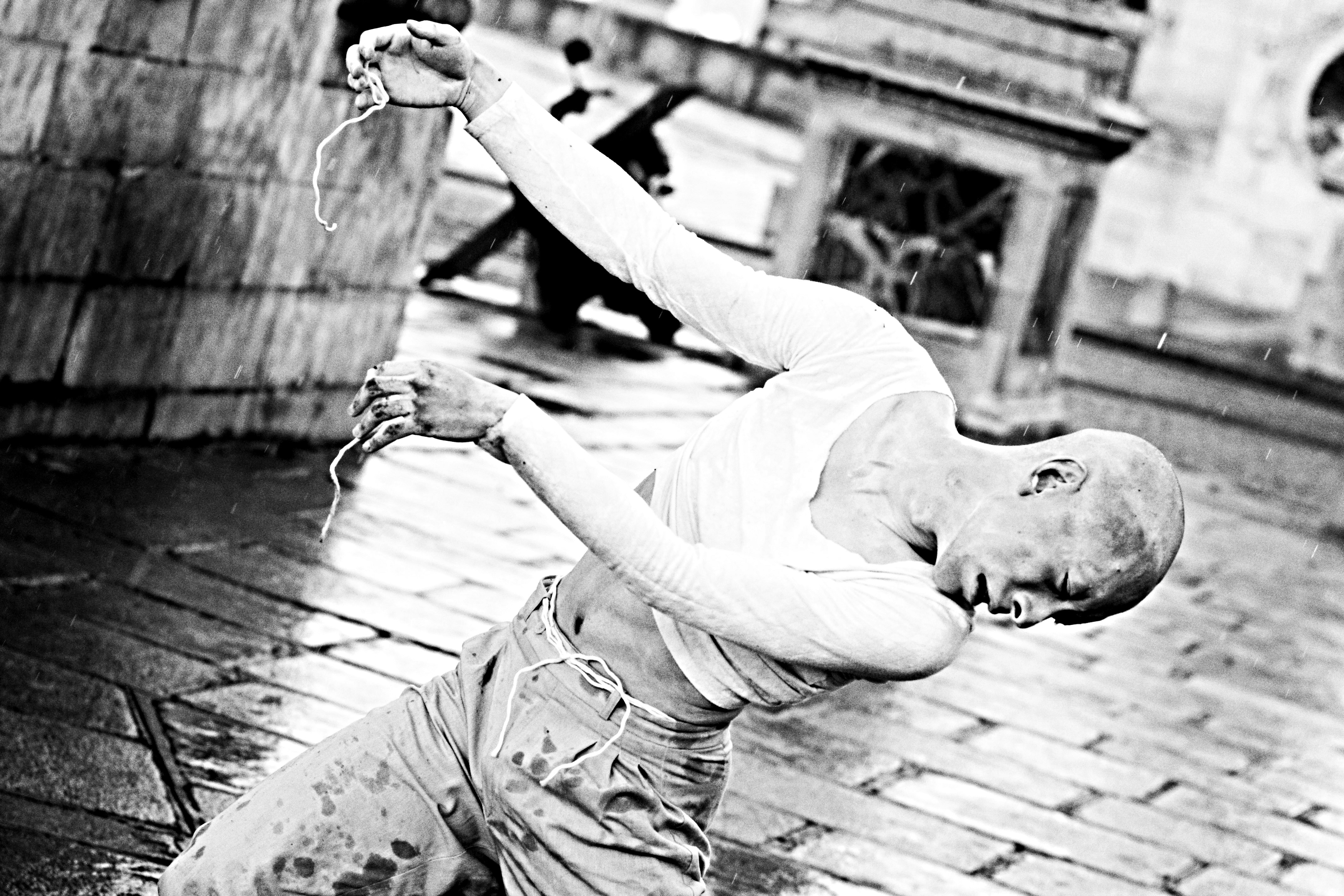
Gyohei Zaitsu durante una performance di butō.

Butō (舞踏? talvolta riportato come butoh) è il nome di varie tecniche e forme di danza contemporanea ispirate dal movimento Ankoku-butō (暗黒舞踏? "danza tenebrosa") attivo in Giappone negli anni cinquanta. Aspetti tipici del butō sono la nudità del ballerino, il corpo dipinto di bianco, le smorfie grottesche ispirate al teatro classico giapponese, la giocosità delle performance, l'alternarsi di movimenti estremamente lenti con convulsioni frenetiche. Non esiste una messa in scena tipica del butō. Le sue origini vengono fatte risalire a Tatsumi Hijikata e a Kazuo Ōno.

## Storia
Il primo spettacolo butō fu presentato ad un festival di danza giapponese da Tatsumi Hijikata nel 1959 col nome di Kinjiki (禁色? "colori proibiti"). Lo spettacolo, basato sull'omonima novella di Yukio Mishima, aveva per argomento l'omosessualità. L'immagine finale di Yoshito Ōno (figlio di Kazuo Ōno) con un pollo vivo tra le gambe fu talmente oltraggiosa per la platea che lo spettacolo venne censurato spegnendo le luci sul palcoscenico, e Tatsumi Hijikata bandito dal festival ed etichettato come iconoclasta.
Hijikata continuò, nei suoi lavori successivi, a sovvertire le nozioni fondamentali della danza, ispirato anche da scrittori come Yukio Mishima, Lautréamont, Antonin Artaud, Jean Genet  e de Sade. Le sue ricerche esplorarono i campi del grottesco, dell'oscurità, della decadenza. Hijikata è stato il primo a sviluppare un linguaggio coreografico del butō, il butō-fu ("fu" in giapponese significa "parola"), seppur poetico e surreale, che permettesse al danzatore di trasformarsi in animali o oggetti. Questa trasformazione coinvolge l'individuo prima sul piano psicologico e poi su quello fisico e si contrappone alla semplice imitazione dell'oggetto.
Hijikata ha curato molte coreografie per Kazuo Ōno, il quale è considerato come uno dei più grandi danzatori di tutti i tempi e ha ricevuto riconoscimenti in tutto il mondo. La sua notevole longevità artistica gli ha permesso di presentare al mondo il suo capolavoro Admiring la Argentina all'età di 70 anni nel novembre del 1977. Ha continuato a danzare fino a 95 anni.
Dai primi anni ottanta il butō ha cominciato a diffondersi nel mondo. Sono nati gruppi di danzatori in ogni continente, e l'estetica del butō ha cominciato a contaminarsi fortemente con quella di altre culture.